# Новара, Доменико Мария
Доме́нико Мари́я Нова́ра да Ферра́ра (итал. Domenico Maria Novara da Ferrara, 1454—1504) — итальянский астроном, математик, астролог

, учитель и друг Николая Коперника. Профессор астрономии Болонского университета, считался среди астрономов XV века первоклассным наблюдателем. Доктор гуманитарных наук, доктор медицины. По своим философским воззрениям — неоплатоник.

## Биография и научная деятельность
О жизни учёного известно немного. Родился он в Ферраре. Образование Новара получил во Флоренции, в то время — крупном центре неоплатонизма. Среди его учителей были Региомонтан и Лука Пачоли. В течение 21 года (1483—1504) был профессором астрономии в университете Болоньи, в 1500 году также читал лекции по математике в Риме. Много занимался астрологией, выпускал популярные ежегодные альманахи с предсказаниями. Один из современников называл Новару «человеком большого, божественного ума».
Когда Николай Коперник учился в Болонье (с 1496 года), они с Новарой вместе выполняли астрономические наблюдения, в том числе покрытие Луной Альдебарана 9 марта 1497 года. Коперник начинал как студент Новары, затем стал его помощником и сотрудником. Позже Коперник использовал эти наблюдения за Луной для опровержения птолемеевской модели движения Луны — в этой модели расстояние до Луны менялось в таких широких пределах, что угловой размер полного лунного диска и его яркость также должны были существенно изменяться. Измерения Новары и Коперника ясно показали, что подобный эффект реально не наблюдается, и расстояние от Земли до Луны меняется незначительно.
Новара провёл довольно точное измерение угла наклона плоскости эклиптики к плоскости небесного экватора: 23° 29' (по современным данным, 23° 27'). Он был автором гипотезы о медленном дрейфе полюсов Земли, основанной на сравнении с неточными древними измерениями. Гассенди писал, что Новара вначале убедил Коперника в правоте своей гипотезы, однако позже Коперник её отверг и в своих трудах не упоминал.
Когда Коперник собрался в Рим, чтобы завершить своё обучение, Новара дал ему рекомендации для римских астрономов с самой высокой оценкой знаний и способностей своего ученика. 
Новара умер в 1504 году в Болонье. На его могильной плите отмечено, что он был «редкий мастер в астрологии, который служил посредником между Небом и Землёю, изъясняя правдивыми устами тайны будущего по священным звёздам». Из его научных трудов почти ничего не сохранилось. Но Коперник в своей книге «О вращении небесных сфер» (1543 год) описал их совместные наблюдения и с благодарностью упоминал о своём учителе.